# Курский областной комитет КПСС
Курский областной комитет КПСС — руководящий партийный орган областной организации Коммунистической партии Советского Союза, существовавший в Курской области с 1934 по 1991 год. Являлся высшим органом  областной организации КПСС между областными конференциями КПСС. Образован вместе с областью на части территории Центральночернозёмной области. Располагался в областном центре – городе Курске.
Комитет избирался областными конференциями КПСС. Занимался реализацией решений областных конференций, организацией и утверждением районных партийных организаций Курской области, выполнением решений ЦК партии. Подчинялся (до 1990 года) Центральному комитету КПСС ( с 1990 – ЦК коммунистической партии РСФСР).
Для повседневного руководства работой областной партийной организации обком избирал бюро, а для рассмотрения текущих вопросов и проверки их исполнения создавал секретариат. На пленумах комитетов утверждались также председатели партийных комиссий, заведующие отделами этих комитетов, редакторы партийных газет и журналов. Для рассмотрения текущих вопросов и проверки их исполнения создавался секретариат. Пленум областного комитета созывался не реже одного раза в четыре месяца.
Высшим должностным лицом областной организации КПСС являлся первый секретарь, избиравшийся на пленуме областного комитета КПСС по предложению секретариата Центрального Комитета КПСС. Кандидатуры второго (как правило, отвечал за организационные вопросы) и третьего секретарей (как правило, отвечал за идеологические вопросы) согласовывались также с секретариатом ЦК КПСС.
Обком КПСС отвечал за проведение политики партии в области, вёл политическую и организаторскую работу по выполнению всеми государственными и общественными организациями директив и решений партии, указаний её Центрального комитета, проводил идеологическую работу, руководил работой Советов депутатов трудящихся, профсоюзов, комсомола и других организаций, а также средств массовой информации через работающих в них коммунистов, решал социально-экономические задачи, контролировал деятельность учреждений науки, культуры, образования, занимался подбором и расстановкой руководящих кадров, организацией учреждений партии в пределах области.

## Первые секретари
- 1934—1937 — Иван Ульянович Иванов
- 1937 — Борис Петрович Шеболдаев
- 1937—1938 — Георгий Сергеевич Пескарёв
- 1938—1948 — Павел Иванович Доронин
- 1948—1950 — Николай Васильевич Голубев
- 1950—1952 — Владимир Иосифович Тищенко
- 1952—1958 — Леонид Николаевич Ефремов
- 1958—1970 — Леонид Гаврилович Монашев[1]
- 1970—1988 — Александр Фёдорович Гудков
- 1988—1991 — Александр Иванович Селезнёв

## Вторые секретари
- 1934—1935 — Абрам Борисович Ушеренко
- 1935—1937 — Владимир Маркович Путнин
- 1937—1940 — Николай Алексеевич Логинов
- 1941— ? — Яков Алексеевич Серов
- ? —1945 — Михаил Иванович Захаров
- 1945—1948 — Николай Васильевич Голубев

- 1952 — Николай Георгиевич Горошников

- 1957—1958 — Леонид Гаврилович Монашев
- 1958—1961 — Иван Иванович Дудкин

- 1963—1964 — Михаил Максимович Хохлов[2]
- 1964—1965 — Сергей Иванович Шапуров
- 1965—1973 — Иван Алексеевич Сечков
- 1974—1981 — Владимир Егорович Шаров

- 1986 — Виктор Ильич Иванов

- 1988—1991 — Геннадий Васильевич Саенко